# Giochi della chimica
I Giochi della chimica sono una manifestazione culturale che ha lo scopo di promuovere tra i giovani l'interesse per questa disciplina e di selezionare la squadra italiana per le Olimpiadi internazionali della chimica. Organizzati annualmente dalla Società Chimica Italiana (SCI), su incarico della Direzione Generale per gli ordinamenti scolastici, la valutazione e l’internazionalizzazione del sistema nazionale di istruzione del Ministero dell’Istruzione e del Merito, si svolgono grazie al supporto operativo della Società Chimica Italiana, delle sue Divisioni e delle Sezioni.
Nati nel 1984, i Giochi e le Olimpiadi della Chimica sono inseriti tra le iniziative di valorizzazione delle eccellenze riguardanti gli studenti delle scuole secondarie superiori.

## Svolgimento
A partire dall'anno scolastico 2023-24, la competizione si svolge secondo due modalità:
- competizione individuale (in cui partecipano gli studenti individualmente);

- competizione a squadre (in cui partecipano le scuole, ciascuna con una squadra).

La manifestazione è aperta a tutti gli istituti scolastici e a tutti gli studenti d'Italia.
La competizione individuale si articola in tre Classi di Concorso A, B e C: 
- classe di concorso A: studenti dei primi due anni della scuola secondaria di secondo grado;
- classe di concorso B: studenti del successivo triennio che frequentano istituti (Licei, Istituti Tecnici e Istituti Professionali) non compresi tra quelli di seguito indicati;
- classe di concorso C: studenti del triennio dei nuovi Istituti Tecnici, settore Tecnologico, indirizzo Chimica, materiali e biotecnologie.

La competizione ha inizio con una Gara di Istituto che, a partire dall’edizione 2022/2023, consiste in una gara comune a livello nazionale svolta presso tutte le scuole secondarie partecipanti. L'edizione 2023-24 ha visto la partecipazione in presenza di circa 35.000 studenti da quasi 800 scuole impegnati in oltre 1400 gare in contemporanea su tutto il territorio nazionale. I migliori studenti della gara di istituto (circa 6000 studenti) accedono alle Finali Regionali dei Giochi della Chimica, che si svolgono normalmente tra la fine del mese di aprile e l’inizio del mese di maggio con il supporto delle Sezioni della SCI, che curano l’organizzazione a livello locale delle gare. Le Finali regionali si svolgono di norma presso una o più sedi universitarie di ciascuna regione. I primi classificati delle tre Classi di Concorso di ogni Finale Regionale, insieme ai successivi migliori studenti a livello nazionale (per un totale complessivo fino a 100 studenti), partecipano alla Finale Nazionale, che si svolge presso una località unica a livello centrale. Nell'edizione 2023-24 la Finale Nazionale si è svolta a Firenze-Fiesole, dove è previsto lo svolgimento anche della Finale nazionale dell'edizione 2024-25 (in precedenza le Finali nazionali si erano svolte a Frascati e a Roma).
Dalla fase nazionale vengono selezionati otto-dieci studenti che partecipano a una prima settimana di allenamento intensivo presso il Collegio Ghislieri di Pavia. Di questi quattro vengono selezionati per rappresentare l'Italia alle Olimpiadi internazionali della chimica che si tengono generalmente nel mese di luglio. I quattro studenti selezionati frequentano una seconda settimana di allenamenti intensivi in vista della partecipazione alla competizione internazionale.

## Vincitori Fase Nazionale (Giochi della Chimica) e risultati alle Olimpiadi Internazionali della Chimica

### Classe di concorso A
| Anno | Pos | Studente                | Regione               | Istituto                            |
| ---- | --- | ----------------------- | --------------------- | ----------------------------------- |
| 2024 | 1°  | Mazzeo Anna Pia         | Puglia                | LS Cosimo De Giorgi                 |
| 2024 | 2°  | Steffenato Alberto      | Veneto                | Liceo scientifico Leonardo Da Vinci |
| 2024 | 3°  | Turcanu Constantin      | Lombardia             | IIS Curie Sraffa                    |
| 2023 | 1°  | Prodan Patricia         | Veneto                | ITIS Alessandro Rossi               |
| 2023 | 2°  | Mazzeo Anna Pia         | Puglia                | LS Cosimo De Giorgi                 |
| 2023 | 3°  | Faedi Lorenzo           | Emilia-Romagna        | ITT Pascal Comandini                |
| 2021 | 1°  | Scullino Simone         | Emilia-Romagna        | ITIS Enrico Fermi                   |
| 2021 | 2°  | De Masi Luca            | Puglia                | LS Cosimo De Giorgi                 |
| 2021 | 3°  | Zaffaroni Samuele       | Lombardia             | IIS Jean Monnet                     |
| 2020 | 1°  | De Masi Luca            | Puglia                | LS Cosimo De Giorgi                 |
| 2020 | 2°  | Germani Sharon Marika   | Abruzzo               | ITIS Luigi di Savoia                |
| 2020 | 2°  | Battilana Anja          | Friuli-Venezia Giulia | ITIS Jožef Stefan                   |
| 2020 | 2°  | Zahid Mehdi             | Friuli-Venezia Giulia | ITIS J.F. Kennedy                   |
| 2020 | 3°  | Sartori Sofia           | Liguria               | IISS F. Liceti                      |
| 2019 | 1°  | Calogero Giacomo        | Puglia                | LS G. Banzi Bazoli                  |
| 2019 | 2°  | Visconti Angelo Carmine | Puglia                | ITT L. Dell'Erba                    |
| 2019 | 3°  | Bergamin Elia           | Veneto                | ITIS A. Rossi                       |
| 2018 | 1°  | Sanfilippo Samuele      | Sicilia               | ITIS Galileo Ferraris               |
| 2018 | 2°  | Sicignano Francesco     | Campania              | LS Don L. Milani                    |
| 2018 | 3°  | Ariosto Alberto         | Lombardia             | ITT. Ettore Molinari                |
| 2017 | 1°  | Guidone Teresa          | Campania              | LS Don L. Milani                    |
| 2017 | 2°  | Giaretta Paolo          | Veneto                | LS A. Messedaglia                   |
| 2017 | 2°  | Tettamanti Pietro       | Lombardia             | ITT P. Carcano                      |
| 2017 | 2°  | Zarantonello Federico   | Veneto                | ITT A. Rossi                        |
| 2017 | 3°  | Di Ruscio Siro          | Abruzzo               | ITT L. Di Savoia                    |
| 2016 | 1°  | Zarantonello Federico   | Veneto                | ITT A. Rossi                        |
| 2016 | 2°  | Pellegrino Giovanni     | Puglia                | ITT L. Dell'Erba                    |
| 2016 | 3°  | Giacomelli Andrea       | Marche                | ITT E. Mattei                       |
| 2016 | 3°  | Ragozzino Marco         | Abruzzo               | ITT L. Di Savoia                    |
| 2015 | 1°  | Gianpaolo Gallo         | Sicilia               | IS E. Vittorini                     |
| 2015 | 2°  | Ciotti Emanuele         | Umbria                | LS G. Marconi                       |
| 2015 | 2°  | Maurino Lorenzo         | Piemonte              | IIS I. Porro                        |
| 2015 | 3°  | Bigi Filippo            | Emilia-Romagna        | IIS A. Zanelli                      |
| 2014 | 1°  | Frandoli Matteo         | Friuli-Venezia Giulia | ITIS BRIGNOLI EINAUDI MARCONI       |
| 2014 | 2°  | Poropat Tiziano         | Friuli-Venezia Giulia | LS G. Oberdan                       |
| 2014 | 3°  | Ciaramella Alessandro   | Molise                | LS A. Romita                        |
| 2013 | 1°  | Paicu Stefan Nicolae    | Lombardia             | Gallini                             |
| 2013 | 2°  | Cheng Andrea            | Toscana               | ITS T.Buzzi                         |
| 2013 | 3°  | Servici Samuele         | Marche                | ITIS E.Mattei                       |
| 2012 | 1°  | Terenzi Lorenzo         | Umbria                | L.S MARCONI                         |
| 2012 | 2°  | Ratibondi Luca          | Piemonte              | ITIS SOBRERO                        |
| 2012 | 2°  | Bernardini Massimo      | Liguria               | IISS LICETI                         |
| 2012 | 3°  | Palmieri Giuseppe       | Puglia                | ITIS Sen. Onofrio Jannuzzi Andria   |
| 2011 | 1°  | Yu Quaiqi               | Veneto                | IPSIA FERMI Verona                  |
| 2011 | 2°  | Ribezzi Giuseppe        | Puglia                | ITIS E. MAJORANA BRINDISI           |
| 2011 | 3°  | Farina Daniele          | Emilia-Romagna        | ITIS BALDINI RAVENNA                |
| 2010 | 1°  | Steafanini Martino      | Emilia-Romagna        |                                     |
| 2010 | 2°  | Greco Giovanni          | Puglia                |                                     |
| 2010 | 3°  | Caproni Cosimo          | Toscana               | L.S. FRANCESCO REDI                 |
| 2010 | 3°  | Paolino Carmine         | Calabria              | ITIS E. Fermi - Castrovillari (CS)  |
| 2009 | 1°  | Balbi Alice             | Liguria               | LST G. Natta di Rapallo             |
| 2009 | 2°  | Todeschini Davide       | Lombardia             | ITIS Badoni                         |
| 2009 | 3°  | Sias Federica           | Sardegna              | ITIS G. Asproni                     |
| 2008 | 1°  | Serrao Cristina         | Calabria              | ITC Grimaldi - Catanzaro            |
| 2008 | 2°  | Tessera Jacopo          | Lombardia             | ITI Cardano - Pavia                 |
| 2008 | 3°  | Moretto Mauro           | Friuli-Venezia Giulia | LSC Marinelli - Udine               |
| 2007 | 1°  | Zucchini Luca           | Toscana               | ITI Buzzi - Prato                   |
| 2007 | 2°  | Rana Nicola Angelo      | Puglia                | ITI Ferraris - Molfetta (BA)        |
| 2007 | 3°  | Dzhegalski S.           | Piemonte              | IIS - Alba (CN)                     |

### Classe di concorso B
| Anno | Pos | Studente              | Regione               | Istituto                                  | IChO            | Risultato |
| ---- | --- | --------------------- | --------------------- | ----------------------------------------- | --------------- | --------- |
| 2024 | 1°  | De Masi Luca          | Puglia                | Liceo Scientifico Cosimo De Giorgi        | Riad            | Argento   |
| 2024 | 2°  | Rozzoni Samuele       | Lombardia             | Liceo Scientifico G. Galilei              |                 |           |
| 2024 | 3°  | Maria Sole Fiorino    | Sicilia               | I.I.S. Luigi Einaudi                      | Riad            | Bronzo    |
| 2023 | 1°  | De Masi Luca          | Puglia                | Liceo Scientifico Cosimo De Giorgi        | Zurigo          | Bronzo    |
| 2023 | 2°  | Arsieni Luigi Pio     | Puglia                | Banzi Bazoli Giulietta                    |                 |           |
| 2023 | 3°  | Bidoia Andrea         | Friuli-Venezia Giulia | Liceo scientifico Michelangelo Grigoletti |                 |           |
| 2013 | 1°  | Becchi Matteo         | Emilia-Romagna        | IIS A.Zanelli                             |                 |           |
| 2013 | 2°  | Bernardini Massimo    | Liguria               | IIS F.Liceti                              |                 |           |
| 2013 | 3°  | Terenzi Lorenzo       | Umbria                | LS G.Marconi                              |                 |           |
| 2012 | 1°  | Balbi Alice           | Liguria               | IISS LICETI                               | Washington D.C. | Bronzo    |
| 2012 | 2°  | Potenti Simone        | Toscana               | ITC PACINI                                |                 |           |
| 2012 | 3°  | Stefanini Martino     | Emilia-Romagna        | LSS COPERNICO                             |                 |           |
| 2011 | 1°  | Lugli Gianmarco       | Puglia                | LS Banzi Bazoli - Lecce                   |                 |           |
| 2011 | 2°  | Valsecchi Giorgio     | Toscana               | ITI Badoni - Lecco                        |                 |           |
| 2011 | 3°  | Destefanis Maurizio   | Piemonte              | LS Cocito - Alba                          |                 |           |
| 2010 | 1°  | Valsecchi Giorgio     | Lombardia             | ITI Badoni - Lecco                        |                 |           |
| 2010 | 2°  | Osti Matteo           | Veneto                | ITI Ferraris - Verona                     |                 |           |
| 2010 | 2°  | Barluzzi Luciano      | Umbria                | LCS - Marconi - Foligno (PG)              | Tokyo           | Bronzo    |
| 2010 | 4°  | Balbi Alice           | Liguria               | ITI F.Liceti - Genova                     |                 |           |
| 2009 | 1°  | Giramondi Nicola      | Toscana               | LCS Redi - Arezzo                         |                 |           |
| 2009 | 2°  | Pinto Nicola          | Puglia                | IISS Majorana - Mola (BA)                 |                 |           |
| 2009 | 3°  | Barluzzi Luciano      | Umbria                | LCS - Marconi - Foligno (PG)              |                 |           |
| 2008 | 1°  | Alonci Giuseppe       | Calabria              | LCS L. da Vinci - Reggio C.               |                 |           |
| 2008 | 2°  | Lorenzi Lea           | Friuli V.G.           | IPSIA Stefan - Trieste                    |                 |           |
| 2008 | 3°  | Valsecchi Giorgio     | Lombardia             | ITI - Badoni - Lecco                      |                 |           |
| 2007 | 1°  | Sammarco Tommaso      | Puglia                | ITAS Princ. M.P. - Taranto                |                 |           |
| 2007 | 1°  | Torre Jacopo          | Lombardia             | ITI Cardano - Pavia                       |                 |           |
| 2007 | 3°  | Montanaro Maria Luisa | Puglia                | LSC Banzi - Lecce                         |                 |           |
| 2007 | 4°  | Rizzi Alessandro      | Lombardia             | LSC Ferraris - Varese                     |                 |           |

### Classe di concorso C
| Anno | Pos | Studente                | Regione               | Istituto                                   | IChO            | Risultato         |
| ---- | --- | ----------------------- | --------------------- | ------------------------------------------ | --------------- | ----------------- |
| 2024 | 1°  | Gazzotti Leonardo       | Emilia-Romagna        | ITIS Enrico Fermi                          |                 |                   |
| 2024 | 2°  | Burzi Lorenzo           | Emilia-Romagna        | ITIS Enrico Fermi                          | Riad            | Diploma di merito |
| 2024 | 3°  | Masotti Fabio           | Puglia                | Luigi Dell'Erba                            |                 |                   |
| 2023 | 1°  | Carissimi Pietro        | Lombardia             | I.S.I.S "GIULIO NATTA"                     |                 |                   |
| 2023 | 2°  | Ferraro Fano Zefiro     | Toscana               | IT Carlo Cattaneo                          |                 |                   |
| 2023 | 3°  | Grossi Andrea           | Marche                | ITIS ENRICO MATTEI                         |                 |                   |
| 2022 | 1°  | Visconti Angelo Carmine | Puglia                | ITT Luigi Dell’Erba Castellana Grotte (BA) |                 |                   |
| 2022 | 2°  | Carissimi Pietro        | Lombardia             |                                            |                 |                   |
| 2022 | 3°  | Filippin Fabio          | Friuli-Venezia Giulia |                                            |                 |                   |
| 2021 | 1°  | Ariosto Alberto         | Lombardia             | ITIS E. Molinari - Milano                  | (*)             |                   |
| 2021 | 2°  | Fiaschi Matteo          | Toscana               | ITIS T. Buzzi - Prator                     | (*)             |                   |
| 2021 | 2°  | Visconti Carmine Angelo | Toscana               | ITIS T. Buzzi - Prator                     | (*)             |                   |
| 2021 | 3°  | Branchi Alberto         | Trentino-Alto Adige   | ITI Brunico - Brunico                      | (*)             |                   |
| 2020 | 1°  | Ariosto Alberto         | Lombardia             | ITIS E. Molinari - Milano                  | (*)             |                   |
| 2020 | 1°  | Fiaschi Matteo          | Toscana               | ITIS T. Buzzi - Prator                     | (*)             |                   |
| 2020 | 2°  | Bergamin Elia           | Campania              | Enrico Fermi - Sarno (SA)                  | (*)             |                   |
| 2020 | 3°  | Cavicchioli Alessia     | Emilia-Romagna        | ITIS Fermi-Modena                          | (*)             |                   |
| 2019 | 1°  | Pellegrino Giovanni     | Puglia                | ITIS Dell'Erba - Castellana Grotte         | Parigi          | Argento           |
| 2019 | 2°  | Ariosto Alberto         | Lombardia             | ITIS E. Molinari - Milano                  |                 |                   |
| 2019 | 2°  | Amadio Francesco        | Friuli-Venezia Giulia | ITIS Cannizzaro -Udine                     |                 |                   |
| 2019 | 3°  | Savelli Giulio          | Lombardia             | ITIS Villa Greppi - Cremona                |                 |                   |
| 2018 | 1°  | Spagnoletti Luca        | Liguria               | ITIS Gastaldi Abba - Genova                | Bratislava      | Bronzo            |
| 2018 | 2°  | Pellegrino Giovanni     | Puglia                | ITIS Dell'Erba - Castellana Grotte         | Bratislava      |                   |
| 2018 | 3°  | Maurino Lorenzo         | Piemonte              | ITIS Roncalli - Torino                     |                 |                   |
| 2012 | 1°  | Barluzzi Luciano        | Umbria                | ITIS Oro - Chieti                          | Washington D.C. | Argento           |
| 2012 | 2°  | Palazzo Ivan            | Puglia                | ITIS Dell'Erba - Castellana Grotte         | Washington D.C. | Bronzo            |
| 2012 | 3°  | Melani Andrea           | Toscana               | ITIS Buzzi - Prato                         | Washington D.C. | Bronzo            |
| 2011 | 1°  | Lanotte Nicola          | Basilicata            | ITIS Pentasuglia - Matera                  |                 |                   |
| 2011 | 2°  | Schullian Otto          | Trentino-Alto Adige   | ITI Brunico - Brunico                      |                 |                   |
| 2011 | 3°  | Palazzo Ivan            | Puglia                | ITIS Dell'Erba - Castellana Grotte         | Ankara          | Bronzo            |
| 2011 | 4°  | Melani Andrea           | Toscana               | ITI Buzzi - Prato                          | Ankara          | Bronzo            |
| 2011 | 8°  | Barluzzi Luciano        | Umbria                | L.S. Marconi - Foligno                     | Ankara          | Argento           |
| 2010 | 1°  | Zucchini Luca           | Toscana               | ITI Buzzi - Prato                          | Tokyo           | Argento           |
| 2010 | 2°  | Branchi Alberto         | Lombardia             | ITI Fermi - Mantova                        | Tokyo           | Bronzo            |
| 2010 | 3°  | Della Porta Paolo       | Campania              | ITI Fermi - Sarno (SA)                     |                 |                   |
| 2009 | 1°  | Zucchini Luca           | Toscana               | ITI Buzzi - Prato                          | Cambridge       | Bronzo            |
| 2009 | 2°  | Laterza Riccardo        | Puglia                | ITI Dell'Erba - Castellana G.(BA)          | Cambridge       |                   |
| 2009 | 2°  | Lena Alberto            | Friuli-Venezia Giulia | ITI Kennedy - Pordenone                    | Cambridge       | Argento           |
| 2009 | 4°  | Nale Enrico             | Veneto                | ITI Viola - Rovigo                         |                 |                   |
| 2008 | 1°  | Calvello Simone         | Emilia-Romagna        | ITI Fermi - Modena                         | Budapest        | Argento           |
| 2008 | 2°  | Lena Alberto            | Friuli-Venezia Giulia | ITI Kennedy - Pordenone                    | Budapest        | Argento           |
| 2008 | 3°  | Spalluto Vincenzo       | Puglia                | ITI Dell'Erba - Castellana G. (BA)         | Budapest        | Bronzo            |
| 2007 | 1°  | Calvello Simone         | Emilia-Romagna        | ITI Fermi - Modena                         | Mosca           | Bronzo            |
| 2007 | 2°  | Grande Vincenzo         | Puglia                | ITI Dell'Erba - Castellana G. (BA)         | Mosca           | Argento           |
| 2007 | 3°  | Spalluto Vincenzo       | Puglia                | ITI Dell'Erba - Castellana G. (BA)         | Mosca           |                   |

(*) A causa della pandemia di COVID-19 l'Italia non ha partecipato alle IChO per le edizioni 2020 e 2021.